# Wollskala

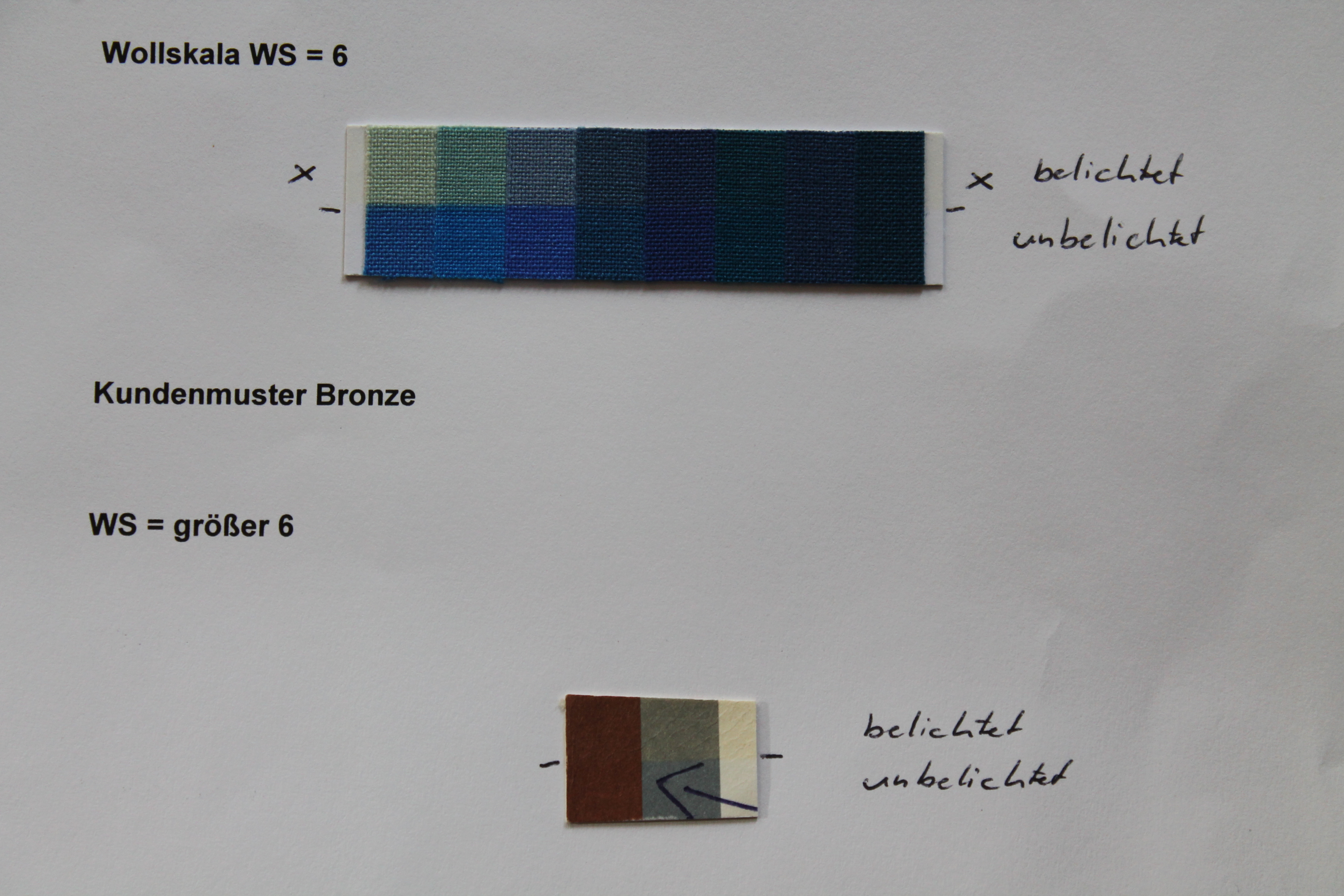
Praktisches Beispiel eines in der Druckindustrie durchgeführten Tests. Hierbei wurde WS 6 festgestellt.

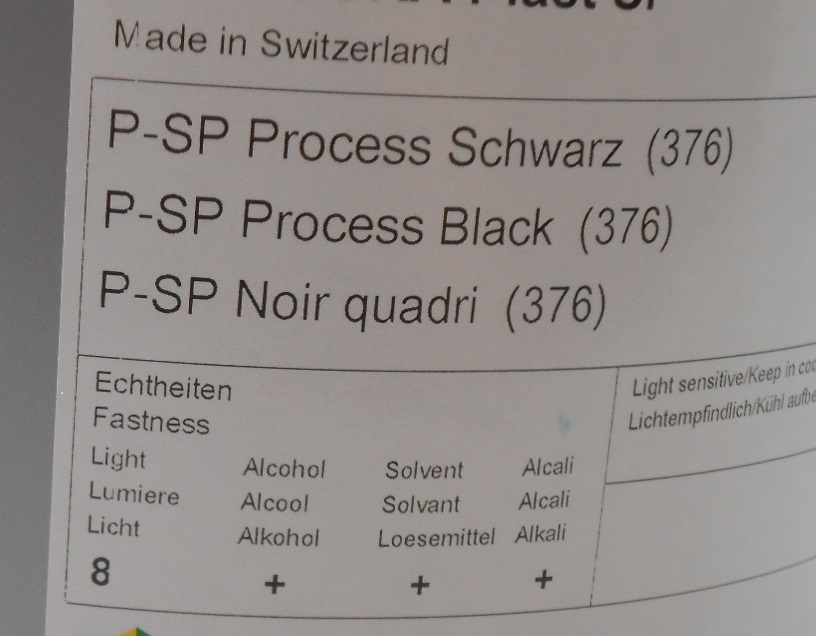
Farbetikett mit Lichtechtheit 8. Die drei daneben liegenden Angaben sind chemische Echtheiten.

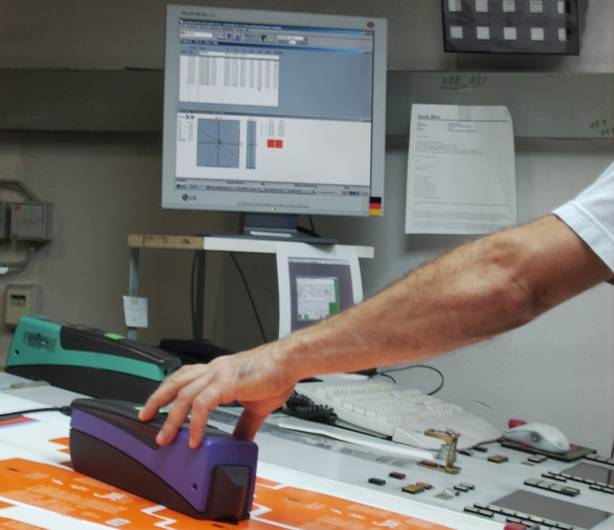
Farbmessung mit Spektralfotometer und Software in einer Druckerei

Die Wollskala (kurz: WS) ist ein Lichtechtheitsmaßstab (Blaumaßstab), die bei der Bestimmung der Lichtechtheit einer Farbe verwendet wird. Lichtechtheit beschreibt die Widerstandsfähigkeit einer Farbe gegen die Einwirkung von Licht ohne direkten Einfluss der Bewitterung. Die Wollskala reicht von Stufe 1 bis 8. Hierbei entspricht Stufe 1 der niedrigsten Resistenz gegen Licht, Stufe 8 der höchsten. Das Haupteinsatzgebiet der Skala liegt in der Druck- und Textilindustrie.
Der skandinavische Physiologe Fritjof Holmgren (1831–1897) aus Uppsala hatte erstmals Wollproben zur Farbenuntersuchung benutzt.

## Ermittlung der Lichtechtheit
Die Messprobe des zu prüfenden Materials wird zusammen mit einem Lichtechtheitsmaßstab (Wollskala mit acht unterschiedlich blau gefärbten Wollgewebstreifen) dem Licht eines Lichtechtheitsprüfgeräts ausgesetzt. Hierbei handelt es sich normalerweise um eine Xenon Hochdrucklampe als Strahlungsquelle. Dieses Licht ist dem Tageslicht sehr ähnlich. Die Lichtechtheit stellt man fest, indem die Veränderung der Probe und der Wollskala verglichen wird. Auf der Wollprobe ist das äußere linke Quadrat WS 1 und das äußere rechte WS 8. Die Ermittlung der Lichtechtheit kann ein sehr zeitaufwändiger Vorgang sein. Die Bestimmung für Proben mit der Lichtechtheit 1 dauert wenige Stunden, wogegen bei Lichtechtheit 7 und 8 etwa zwei Wochen benötigt werden. In der praktischen Anwendung wird zwischen Lichtechtheit 7 und 8 nicht mehr unterscheiden.
Um realistische Ergebnisse zu erhalten, erfolgt die Bestimmung der Lichtechtheitsstufen jahreszeitenabhängig.
| Wollskala | Sommer         | Winter     |
| --------- | -------------- | ---------- |
| 1         |                |            |
| 2         |                |            |
| 3         | 4–8 Tage       | 2–4 Wochen |
| 4         | 2–3 Wochen     | 2–3 Monate |
| 5         | 3–5 Wochen     | 4–5 Monate |
| 6         | 6–8 Wochen     | 5–6 Monate |
| 7         | 3–4 Monate     | 7–9 Monate |
| 8         | Über 1,5 Jahre |            |

## Bewertung der Wollskala
Die Einstufung in die Skala kann visuell und messtechnisch erfolgen. Bei der visuellen Bewertung wird der jeweilige Wollstreifen solange bestrahlt, bis sich eine deutliche farbliche Veränderung gegenüber dem unbestrahlten Streifen erkennen lässt. Dies gilt für die Stufen WS 1 bis WS 6. Bei den Stufen WS 7 und WS 8 muss der Farbunterschied gerade erkennbar sein. Bei der messtechnischen Bewertung wird zwischen der Messung der Bestrahlung und der Farbmessung unterschieden. Die Bestrahlungsmessung erfolgt automatisch bei der Durchführung des Tests mittels eines Strahlungsmessgeräts im Wellenlängenbereich zwischen 300 und 400 nm über die gesamte Bestrahlungszeit. Die Farbmessung wird mit einem Spektralfotometer durchgeführt. Dieses Messgerät zeigt mit Hilfe der Lab- oder Lch-Werte den jeweiligen Farbwert an. Als Maßstab für den Farbunterschied der beiden Wollstreifen dient der Delta E Wert.

## Praktische Bedeutung in der Druckindustrie
Bei bestimmten Druckprodukten ist es notwendig, eine hohe Lichtechtheit zu erzielen. Plakate sind durch das Aushängen im Freien einer hohen Tageslichtstrahlung ausgesetzt. Daher sollten hierfür nur Farben mit einer entsprechend hohen Resistenz eingesetzt werden. Dasselbe gilt für hochwertige Kunstdrucke und hochqualitative Faltschachteln. Ein frühes Ausbleichen der Farben beeinflusst die Produktqualität erheblich. Die sogenannten Tagesleuchtfarben (Fluofarben) bleichen unter Lichteinfluss (Tages- und Kunstlicht) am schnellsten aus. Bei diesen besonderen Farben haben die Druckerzeugnisse nur eine Lichtechtheit von WS 1. Bei Druckfarben wird die Lichtechtheit nach Wollskala immer auf dem Dosenetikett angegeben. In der praktischen Anwendung gilt es zu beachten, dass bei Mischfarben immer der niedrigste Lichtechtheitswert für die Farbe gilt. Wird zum Beispiel ein Rubinrot WS 7 mit einem Gelb WS 5 gemischt, so ergibt sich kein Durchschnittswert von WS 6, sondern tatsächlich eine Farbe mit WS 5, da der Gelbanteil vor dem Rotanteil ausbleicht. Das Aufhellen der Farben durch Transparentweiss verringert die Widerstandsfähigkeit einer Farbe gegenüber dem Lichteinfluss. Diese Reduzierung ist abhängig von der zugesetzten Menge Transparentweiss, d. h. je mehr eine Farbe auflasiert wird, desto schneller bleicht sie aus. Bei der Wollskala wird zwischen der alten DIN 54003 (Tageslicht) und DIN 54004 (Xenonlicht) unterschieden. Die Wollskala entspricht folgenden Lichtechtheitstufen:
| Wollskala | Lichtechtheit |
| --------- | ------------- |
| 1         | sehr gering   |
| 2         | gering        |
| 3         | mäßig         |
| 4         | ziemlich gut  |
| 5         | gut           |
| 6         | sehr gut      |
| 7         | vorzüglich    |
| 8         | hervorragend  |